# Ключ 11
Ключ 11 (кит.: 入; Юнікод: U+5165) — ієрогліфічний ключ, одинадцятий ключ із 214, що використовуються при написанні ієрогліфів. Має значення «заходити». У словнику Кансі знаходиться 28 символів із 40000, що використовують цей ключ.

## Ієрогліфи

Як писати ключ

| штрихи    | приклади |
| --------- | -------- |
| 0         | 入       |
| 1 штрих   | 兦       |
| 2 штрихи  | 內       |
| 3 штрихи  | 㒰, 㒱   |
| 4 штрихи  | 㒲, 全   |
| 5 штрихів | 㒳, 㒴   |
| 6 штрихів | 兩       |
| 7 штрихів | 兪       |